# Liste der Monuments historiques in Noiron-sur-Bèze
Die Liste der Monuments historiques in Noiron-sur-Bèze führt die Monuments historiques in der französischen Gemeinde Noiron-sur-Bèze auf.

## Liste der Immobilien
| Bezeichnung              | Beschreibung | Standort                   | Kennzeichnung | Schutzstatus | Datum | Bild           |
| ------------------------ | --- | -------------------------- | ------------- | ------------ | ----- | -------------- |
| Mühl- und Hochofenanlage | frühindustrielles Gebäudeensemble; Wassermühle, 18. Jahrhundert, Hochofen, zwischen 1828 und 1858 betrieben, Wohnhaus und wasserbauliche Anlagen | 4 route de Mirebeau (Lage) | PA21000020    | Inscrit      | 2000  | weitere Bilder |

## Liste der Objekte
| Bezeichnung                                      | Beschreibung                                                                                  | Standort                        | Kennzeichnung | Schutzstatus | Datum | Bild |
| ------------------------------------------------ | --------------------------------------------------------------------------------------------- | ------------------------------- | ------------- | ------------ | ----- | ---- |
| Sessel                                           | Nussbaumholz, Wollstoff, bestickt, erste Hälfte des 18. Jahrhunderts; in der Mairie deponiert | in der Kirche St-Nicolas (Lage) | PM21001626    | Classé       | 1962  |      |
| Skulptur Madonna mit Kind                        | Kalkstein, farbig gefasst, 16. Jahrhundert                                                    | in der Kirche St-Nicolas (Lage) | PM21001627    | Classé       | 1962  |      |
| Vier Gemälde mit Darstellungen der Sakramente    | Ölfarbe auf Leinwand, 17. oder 18. Jahrhundert; nach Nicolas Poussin                          | in der Kirche St-Nicolas (Lage) | PM21003971    | Inscrit      | 1992  |      |
| Gemälde Martyrium der heiligen Katharina         | Ölfarbe auf Leinwand, 17. Jahrhundert                                                         | in der Kirche St-Nicolas (Lage) | PM21003972    | Inscrit      | 1992  |      |
| Skulptur Monstranz zwischen zwei Engeln          | Aufsatz eines Prozessionsstabs; Holz, farbig gefasst und vergoldet, 18. Jahrhundert           | in der Kirche St-Nicolas (Lage) | PM21004183    | Inscrit      | 1995  |      |
| Reliquienbüste des heiligen Quintinus            | Holz, farbig gefasst und vergoldet, bezeichnet 1742                                           | in der Kirche St-Nicolas (Lage) | PM21004185    | Inscrit      | 1995  |      |
| Grabstein für Charles und Françoise de Montendre | Kalkstein, bezeichnet 1694 und 1742                                                           | in der Kirche St-Nicolas (Lage) | PM21001628    | Classé       | 1964  |      |
| Reliquienskulptur Heiliger Nikolaus              | Aufsatz eines Prozessionsstabs; Holz, farbig gefasst und vergoldet, 18. Jahrhundert           | in der Kirche St-Nicolas (Lage) | PM21004184    | Inscrit      | 1995  |      |
| Feuerspritze                                     | aus dem 18. Jahrhundert                                                                       | in der Mairie (Lage)            | PM21004186    | Inscrit      | 1995  |      |